# Skinnarp

Skinnarp är en by i norra delen av Vena socken i Hultsfreds kommun i Kalmar län. Byn är belägen utanför nuvarande tätorten Vena i Hultsfreds kommun. Bynamnet Skinnarp är belagt i formen "Skinnarathorpe" i ett pergamentsbrev från 1399.
År 1740 utgjordes byn av två bönder, vilka brukade 1/4 mantal vardera, samt av ett soldattorp och ett korpralsboställe. I dag består byn av tre hus varav ett är obebott.